# Bistum Shreveport
Das Bistum Shreveport wurde am 16. Juni 1986 von Papst Johannes Paul II. durch die Aufspaltung des Bistums Alexandria-Shreveport in die Bistümer Alexandria und Shreveport gegründet. Sein Gebiet umfasst die 16 Bezirke Bienville Parish, Bossier Parish, Caddo Parish, Claiborne Parish, De Soto Parish, East Carroll Parish, Jackson Parish, Lincoln Parish, Morehouse Parish, Ouachita Parish, Red River Parish, Richland Parish, Sabine Parish, Union Parish, Webster Parish und West Carroll Parish im Norden von Louisiana.

## Bischöfe
- William Benedict Friend (1986–2006)
- Michael Gerard Duca (2008–2018), dann Bischof von Baton Rouge
- Francis Malone (seit 2019)

## Weblinks

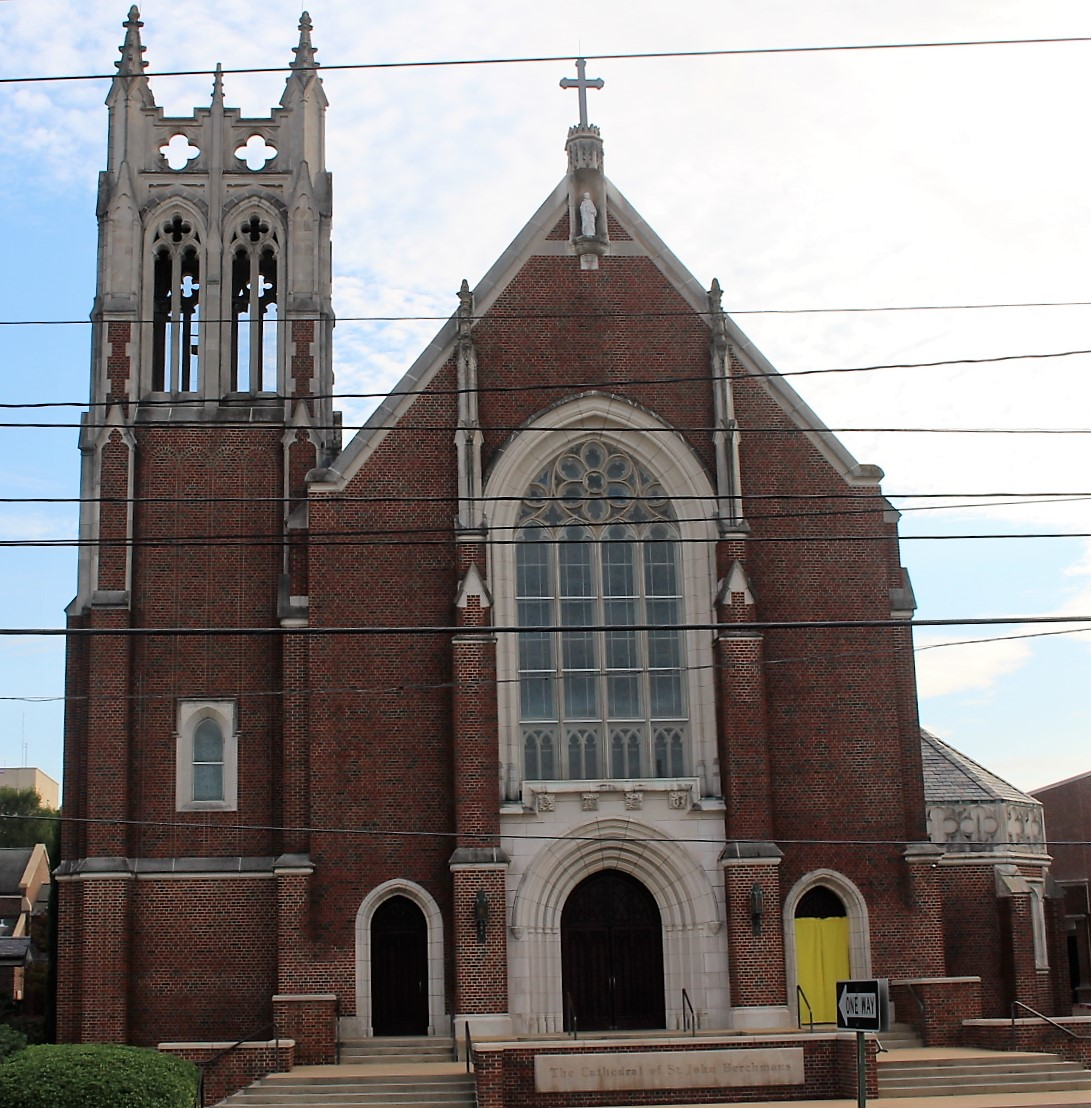
Kathedrale Saint John Berchmans